# Философия и общество
«Филосо́фия и о́бщество» — российский научный журнал, ставящий своей задачей освещение фундаментальных проблем общества, социально-философский анализ актуальных проблем культуры, цивилизации, социального детерминизма, периодизации мировой истории и т. д. Здесь публикуются статьи как философской, так и исторической тематики, материалы по социологическим и экономическим проблемам, философии истории, герменевтике и структурализму, гносеологии и онтологии, глобальным проблемам современности. В журнале представлены теоретические статьи и отрывки из работ выдающихся философов, историков и социологов, обзоры новых книг и публикаций.
Журнал ориентирован на широкий круг читателей: научных работников, вузовских преподавателей, всех, кто любит философию, кто размышляет над собственным бытием и историческим процессом.
Основан в 1997 году. Выпускается издательством «Учитель».
Главные редакторы — д-р филос. наук, профессор И. А. Гобозов (1997—2015), д-р филос. наук, профессор А. В. Разин (с 2015).
Журнал включён в Список научных журналов ВАК Минобрнауки России.

## Политика свободного доступа
Все статьи журнала «Философия и общество» находятся в общем доступе. Цель журнала — это расширение всеобщего знания.
Публикация в журнале для авторов бесплатна. Плата с авторов не взимается за подготовку, размещение и печать материалов.

## Редакционная коллегия
В состав редколлегии входят: к.филос.н. И. А. Авдеева (зам. главного редактора), Д. С. Акимова (отв. секретарь), д.филос.н. А. П. Алексеев, к.филос.н. А. В. Апполонов, д.филос.н. В. М. Артёмов, член-корр. РАН В. В. Васильев, д.филос.н. А. Г. Гаджикурбанов, д.филос.н. В. С. Грехнёв, д.филос.н. Л. Е. Гринин (шеф-редактор), к.филос.н. Е. А. Кондратьев, к.филос.н. А. А. Костикова, д.филос.н. В. И. Метлов, д.полит. н. Е. Н. Мощелков, к.филос.н. В. Ю. Перов, к.филос.н. Т. И. Пороховская, д.филос.н. Н. С. Розов, к.филос.н. Н. Н. Ростова, к.филос.н. А. А. Скворцов, к.филос.н. А. В. Чусов.